# Legs Mousnier
Le legs Mousnier est un legs décidé par François Mousnier, riche bourgeois d'Issoudun, et appliqué à partir de 1883. Il est distribué annuellement, selon sa volonté, à trois familles modestes ou démunies de la commune.

## Histoire

### Fondation

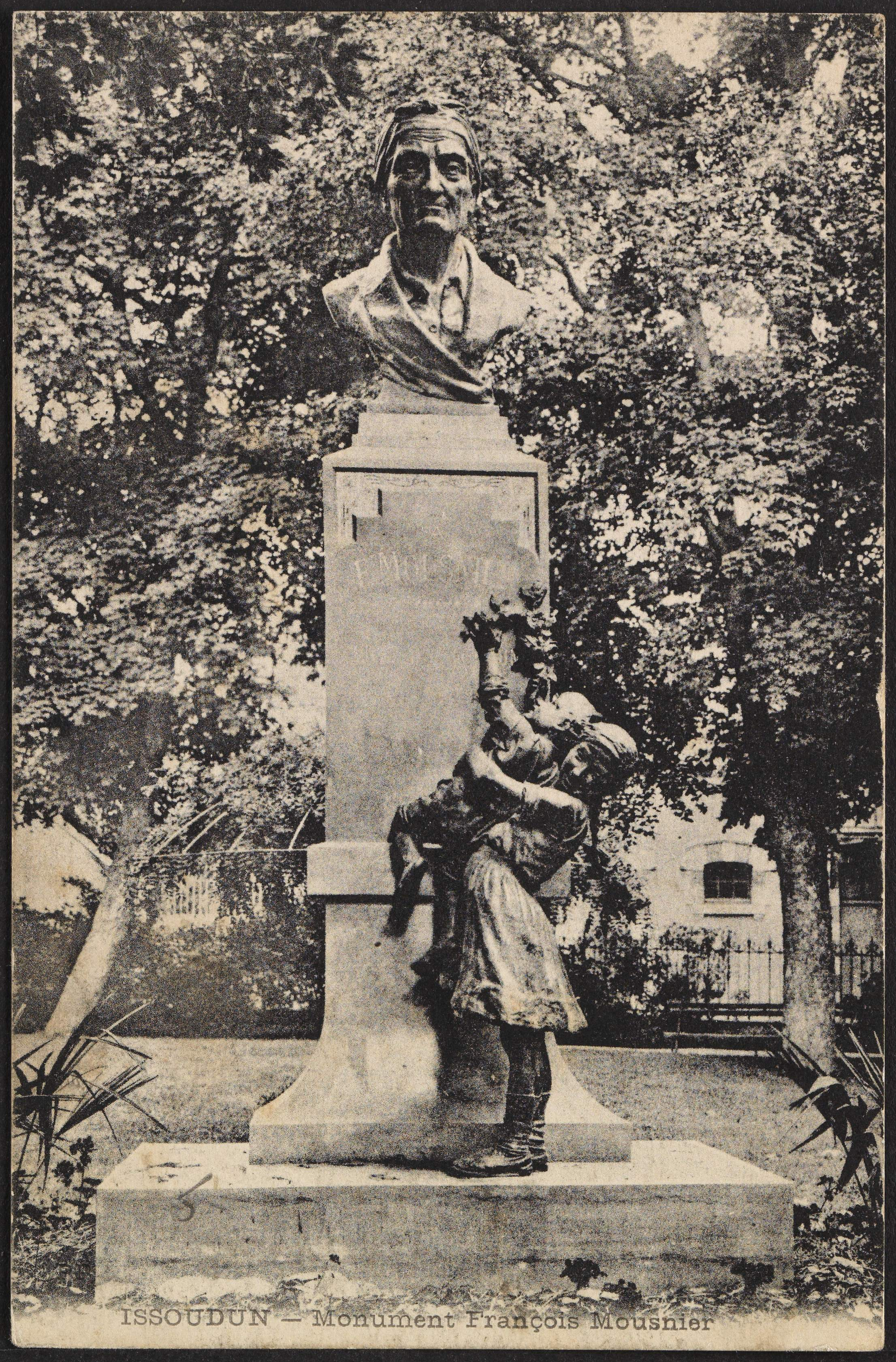

En 1853, François Mousnier, propriétaire notamment de terres agricoles, de deux fermes et de cinq cents hectares de forêt, rédige son testament. Célibataire et sans descendance, il y stipule que le revenu de ses terres soit distribué annuellement « entre les trois pères de familles pauvres de la ville qui pourraient être regardés comme les plus probes et les plus vertueux, pauvres, pour qu'ils puissent bénéficier de cet argent pour sortir leurs familles de la misère et de ne pas y retourner ». Ce testament devient exécutoire en 1883, cinq ans avant sa mort survenue en 1888,,,.
À l'origine, le jury d'attribution du legs est composé du conseil municipal, assorti d'un collège de douze vignerons et de douze artisans de la ville. Toutefois, après la crise du phylloxéra, la Champagne berrichonne ne compte plus aucune vigne ni aucun vigneron. Le comité est donc modifié fin 2022 pour comporter des commerçants et artisans de la ville ainsi que le conseil municipal,.
Suivant les années, le montant du legs varie, en fonction des revenus des propriétés héritées de François Mousnier. En 2021, il s'élève depuis plusieurs années à onze mille euros, mais il a été plus élevé certaines années antérieures.

### Conditions d'attribution et actualisation
Les récipiendaires du legs doivent initialement être des pères de famille nombreuse, mariés et ayant une situation.
Dans les années 2020, le testament toujours d'actualité permet toujours un versement annuel d'une pension à trois familles, choisies parmi 80 à 100 dossiers déposés ; ce versement est d'autant plus apprécié que 16 % de la population d'Issoudun vit sous le seuil de pauvreté. Néanmoins, le maire André Laignel propose alors un réexamen des termes du legs afin d'ouvrir le bénéfice de ce legs aux mères de famille monoparentales, en restant dans l'esprit du testament originel. Cette modification de la destination du legs est actée en 2022 et effective en mars 2023,,.

## Procédure et utilisation
Les candidats à l'attribution du legs doivent rédiger une lettre d'intention expliquant ce qu'ils comptent faire de l'argent versé ; puis un vote à bulletin secret désigne les trois lauréats.
Les familles bénéficiaires utilisent de manière diverse le produit du legs, par exemple pour acheter un véhicule, financer un permis de conduire, permettre aux enfants de suivre des études ou réaliser des travaux dans leur logement.